# Alocarea activelor
Alocarea activelor este un proces structurat de implementare a unei strategii de investiții, conceput pentru a optimiza raportul risc-randament prin ajustarea ponderii fiecărui activ dintr-un portofoliu, în funcție de toleranța la risc a investitorului, obiectivele acestuia și orizontul investițional. Strategia se concentrează pe gestionarea portofoliului în ansamblu, spre deosebire de o abordare axată pe active individuale.

## Descriere
Mulți specialiști în finanțe consideră că alocarea activelor este un factor esențial în determinarea randamentelor unui portofoliu de investiții. Aceasta se bazează pe principiul conform căruia diferitele clase de active reacționează distinct în funcție de condițiile pieței și ale economiei.
Un argument fundamental în favoarea alocării activelor este că diferitele clase de active înregistrează randamente care nu sunt perfect corelate, ceea ce înseamnă că diversificarea contribuie la reducerea riscului total, diminuând volatilitatea randamentelor pentru un anumit nivel așteptat de rentabilitate. Se spune adesea că diversificarea activelor este „singurul prânz gratuit din investiții”. Cercetările academice au evidențiat în mod riguros importanța și beneficiile alocării activelor, precum și limitările gestionării active (vezi secțiunea privind studiile academice de mai jos).
Deși riscul tinde să fie redus cât timp corelațiile dintre clasele de active nu sunt perfecte, acesta este de obicei estimat (parțial sau integral) pe baza relațiilor statistice istorice, precum corelația și varianța. În mod similar, estimările privind randamentele sunt adesea derivate folosind aceleași metode. Studiile asupra acestor tehnici de prognoză reprezintă o direcție importantă în cercetarea financiară.
Când astfel de abordări retrospective sunt utilizate pentru a extrapola performanța viitoare pe baza evoluțiilor trecute, prin optimizarea media-varianță din teoria modernă a portofoliilor (MPT), strategia implică un anumit grad de incertitudine. Totuși, deoarece nu există nicio garanție că relațiile din trecut se vor menține în viitor, aceasta reprezintă una dintre limitările majore ale strategiilor tradiționale de alocare a activelor derivate din MPT. Alte limitări, mai subtile, includ erori minore de prognoză care pot conduce la alocări profund distorsionate față de mandatele investiționale și/sau dificil de implementat—adesea contrazicând principiile de investiții ale unui administrator de fond privind o strategie echilibrată și sustenabilă de alocare a activelor.

## Clase de active
O clasă de active reprezintă un grup de instrumente financiare sau resurse economice cu caracteristici similare în ceea ce privește profilul de risc și randamentul. În funcție de obiectivele investiționale și toleranța la risc, un portofoliu poate include diverse clase de active, fie tradiționale, fie alternative.

### Active tradiționale
Clasele de active „tradiționale” includ acțiunile, obligațiunile și lichiditățile:
- Acțiuni:
  - Clasificate după stilul investițional: acțiuni de valoare, de creștere, cu dividende sau specifice unui sector (ori o combinație a acestora).
  - Clasificate după capitalizare: mare (large-cap), medie (mid-cap), mică (small-cap) sau foarte mică (micro-cap).
  - Clasificate geografic: piețe locale, internaționale (dezvoltate), emergente sau de frontieră.
- Obligațiuni (instrumente cu venit fix):
  - Obligațiuni cu rating investițional sau speculative (high-yield/junk).
  - Obligațiuni guvernamentale sau corporative.
  - Obligațiuni pe termen scurt (sub 3 ani), mediu (3-10 ani) și lung (peste 10 ani).
  - Obligațiuni denominate în monedă locală sau străină, emise pe piețe dezvoltate, emergente sau de frontieră.
- Lichidități și echivalente de numerar:
  - Depozite bancare, fonduri monetare și alte instrumente cu risc scăzut și lichiditate ridicată.

Alocarea între aceste trei categorii constituie punctul de plecare pentru construirea unui portofoliu. De asemenea, sunt incluse frecvent instrumente hibride, precum obligațiunile convertibile și acțiunile preferențiale, care îmbină caracteristicile obligațiunilor și ale acțiunilor.

### Active alternative
Activele alternative oferă oportunități suplimentare de diversificare și protecție împotriva volatilității piețelor tradiționale. Acestea includ:
- Bunuri economice și bunuri finale valoroase: metale prețioase, materii prime și alte active tangibile valoroase.
- Investiții imobiliare: proprietăți comerciale și rezidențiale, inclusiv fonduri de investiții imobiliare (REIT).
- Active colecționabile: artă, monede, timbre și alte obiecte de valoare.
- Produse de asigurare: anuități, polițe de asigurare de viață tranzacționabile, obligațiuni pentru catastrofe și alte produse financiare bazate pe asigurări.
- Instrumente derivate: opțiuni, swap-uri, titluri de creanță colateralizate (CDO), contracte futures și alte instrumente financiare complexe.
- Tranzacționare valutară și strategii de acoperire împotriva riscului valutar: investiții în monede străine pentru diversificare sau protecție împotriva fluctuațiilor cursului de schimb.
- Capital de risc (venture capital): investiții în startup-uri și companii aflate în faza de creștere rapidă.
- Investiții în capital privat (private equity): participare în companii nelistate la bursă prin strategii precum buyout, growth capital și venture capital.
- Titluri de valoare în dificultate (distressed securities): obligațiuni și acțiuni ale companiilor aflate în insolvență sau restructurare, achiziționate la prețuri reduse, cu potențial de recuperare ridicat, dar cu risc semnificativ.
- Investiții în infrastructură: finanțarea de proiecte în domenii precum transporturi, energie, telecomunicații și utilități.

Prin diversificarea între clase de active tradiționale și alternative, investitorii pot optimiza raportul risc-randament, îmbunătăți stabilitatea portofoliului și reduce expunerea la riscuri specifice fiecărei piețe.

## Strategia de alocare a activelor
Strategiile de alocare a activelor sunt concepute pentru a optimiza raportul risc-randament, ținând cont de obiectivele investiționale, toleranța la risc, orizontul investițional și principiile diversificării. Cele mai utilizate abordări sunt alocarea strategică, dinamică, tactică și nucleu-satelit (core-satellite).

### Alocarea strategică a activelor
Alocarea strategică a activelor urmărește construirea unui portofoliu echilibrat pe termen lung, care să mențină un raport optim între risc și randament. Strategia presupune stabilirea unor alocări procentuale fixe pentru diferitele clase de active, pe baza randamentelor așteptate, corelațiilor istorice și nivelului de risc acceptat.
Această metodă este independentă de ciclurile economice, ceea ce înseamnă că structura de alocare nu se modifică în funcție de schimbările din piață sau economie. Singurele ajustări efectuate sunt cele de reechilibrare periodică a portofoliului, pentru a readuce expunerea la clasele de active la nivelurile țintă stabilite inițial.

### Alocarea dinamică a activelor
Alocarea dinamică a activelor are la bază aceleași principii ca alocarea strategică, însă permite ajustarea periodică a expunerii în funcție de condițiile economice și de piață. Spre deosebire de alocarea strategică, care rămâne fixă, alocarea dinamică ia în considerare factori macroeconomici precum inflația, ratele dobânzilor, ciclurile economice și sentimentul pieței, ajustând expunerea în funcție de condițiile dominante.
Această abordare oferă flexibilitate în ajustarea portofoliului, permițând investitorilor să își adapteze strategiile la schimbările de pe piețe, păstrând însă principiile diversificării și echilibrului dintre risc și randament.

### Alocarea tactică a activelor
Alocarea tactică a activelor presupune o abordare activă, prin care investitorii își ajustează portofoliul pentru a se poziționa în acele clase de active, sectoare sau instrumente financiare care prezintă cel mai ridicat potențial de apreciere într-un anumit context economic.
Această strategie este diferită de alocarea strategică și dinamică, deoarece:
- Implică tranzacționare frecventă, cu ajustări rapide ale expunerii în funcție de mișcările pieței.
- Se concentrează pe exploatarea ineficiențelor pieței, identificând oportunități pe termen scurt.
- Permite o flexibilitate totală, permițând investitorului să iasă complet din anumite clase de active dacă oportunitățile dispar.

Spre deosebire de alocarea dinamică, care adaptează portofoliul la tendințele economice pe termen lung, alocarea tactică urmărește exploatarea oportunităților pe termen scurt și ajustarea rapidă a expunerii în funcție de condițiile de piață.
Această strategie este utilizată în principal de investitorii cu apetit ridicat pentru risc sau de managerii de fonduri care încearcă să genereze randamente superioare printr-o administrare activă a portofoliului.

### Alocarea nucleu-satelit (core-satellite)
Strategia nucleu-satelit combină stabilitatea unei alocări strategice cu flexibilitatea alocării dinamice sau tactice. Aceasta este alcătuită din:
- Un nucleu (core) format din active strategice, cu volatilitate redusă și orizont investițional pe termen lung, reprezentând cea mai mare parte a portofoliului.
- O componentă satelit (satellite), care este gestionată activ pentru a valorifica oportunitățile de piață, având o pondere mai mică.

Componenta satelit este utilizată pentru a crește randamentul total al portofoliului prin investiții în active cu risc și potențial mai ridicat, precum:
- Acțiuni din piețe emergente
- Fonduri speculative (hedge funds)
- Capital de risc (venture capital)
- Sectoare cu potențial ridicat de creștere

Prin această strategie, investitorii pot combina stabilitatea pe termen lung oferită de activele de bază cu potențialul de apreciere al investițiilor active, maximizând randamentele fără a compromite structura generală a portofoliului.

## Clasificare
Sectoarele economice sunt structurate conform unor sisteme de clasificare standardizate, precum Industry Classification Benchmark (ICB). Acestea sunt grupate în trei categorii principale: sectoare defensive, sensibile și ciclice.
 
În cadrul strategiei de alocare tactică a activelor, investitorii analizează indicatori economici, precum creșterea PIB-ului, inflația și ratele dobânzilor, pentru a ajusta expunerea sectorială. Această abordare poate implica utilizarea ETF-urilor sectoriale, fondurilor de investiții specializate sau strategiilor active de selecție a acțiunilor, maximizând astfel randamentele în funcție de condițiile economice.
În perioade de expansiune economică, alocarea către sectoarele ciclice poate fi crescută pentru a beneficia de cererea în creștere și de îmbunătățirea profiturilor corporative. În schimb, în perioade de încetinire economică sau recesiune, investitorii pot orienta capitalul către sectoarele defensive, care oferă o volatilitate mai redusă și fluxuri de venituri mai stabile.

## Studii academice
În 1986, Gary P. Brinson, L. Randolph Hood și Gilbert L. Beebower (BHB) de la SEI au publicat un studiu privind alocarea activelor în 91 de fonduri mari de pensii, analizate între 1974 și 1983. Aceștia au înlocuit selecțiile de acțiuni, obligațiuni și numerar ale fondurilor de pensii cu indici bursieri corespunzători. Studiul a constatat că randamentul trimestrial ajustat la indici a fost superior randamentului efectiv al fondurilor de pensii. Corelația liniară dintre cele două serii de randamente trimestriale a fost de 96,7%, cu o varianță comună de 93,6%. Un studiu ulterior din 1991, realizat de Brinson, Singer și Beebower, a indicat o varianță de 91,5%.
Concluzia studiului a fost că alocarea activelor în clase simple poate oferi rezultate similare sau chiar superioare strategiilor administratorilor profesioniști de pensii. De asemenea, s-a constatat că un număr redus de clase de active este suficient pentru planificarea financiară. Consilierii financiari au folosit frecvent acest studiu pentru a susține ideea că alocarea activelor este principalul factor care determină performanța investițiilor, având o influență mai mare decât selecția titlurilor individuale sau sincronizarea pieței (market timing). Totuși, studiul BHB este adesea interpretat greșit ca referindu-se exclusiv la sincronizarea pieței, deși, în realitate, analiza a vizat selecția politicilor de investiții.
Un aspect controversat al studiului Brinson a fost lipsa unei analize clare a impactului costurilor de administrare asupra randamentelor. Deși Hood a precizat că seriile de randamente analizate au fost calculate înainte de deducerea comisioanelor de administrare, studiul nu a evaluat în ce măsură costurile pot influența diferențele dintre strategiile active și cele pasive. În realitate, costurile mai ridicate ale strategiilor active pot reduce randamentele nete, contribuind la concluzia că strategiile pasive indexate sunt, în medie, mai eficiente.
În 1997, William Jahnke a inițiat o dezbatere pe această temă, contestând studiul BHB într-un articol intitulat „Farsa alocării activelor” (The Asset Allocation Hoax). Articolul lui Jahnke a fost publicat în Journal of Financial Planning ca opinie, nu ca studiu revizuit academic. Principala sa critică, rămasă necontestată, este că utilizarea datelor trimestriale de către BHB a subestimat impactul cumulativ al micilor diferențe de alocare a portofoliului pe termen lung, comparativ cu indicele de referință. De exemplu, un randament de 2% versus unul de 2,15% pe trimestru, compus pe 20 de ani, poate genera o diferență semnificativă în randamentul cumulat. Totuși, diferența rămâne de doar 15 puncte de bază (0,15%) pe trimestru, ceea ce ridică întrebarea dacă problema ține mai mult de percepție decât de o eroare fundamentală. Pe de altă parte, efectul compunerii în timp nu poate fi ignorat în practică, deoarece chiar și diferențele mici de randament pot duce la variații considerabile ale valorii portofoliului pe termen lung.
În 2000, Ibbotson și Kaplan au utilizat cinci clase de active în studiul lor „Explică politica de alocare a activelor 40, 90 sau 100% din performanță?”. Clasele analizate au fost acțiuni americane cu capitalizare mare, acțiuni americane cu capitalizare mică, acțiuni internaționale, obligațiuni americane și numerar. Autorii au comparat randamentele pe 10 ani ale 94 de fonduri mutuale echilibrate din SUA cu randamentele corespunzătoare ale indicilor de referință. După ajustarea pentru costurile de administrare ale fondurilor de indici, randamentele efective ale fondurilor mutuale nu au reușit să depășească randamentele indicilor. Corelația liniară dintre seriile de randamente lunare ale indicilor și cele ale fondurilor a fost de 90,2%, cu o varianță comună de 81,4%.
Ibbotson a concluzionat că:
1. alocarea activelor explică 40% din variația randamentelor între fonduri (cross-sectional variation), ceea ce indică existența altor factori care influențează performanțele relative; și
2. alocarea activelor explică aproape în totalitate nivelul absolut al randamentelor fondurilor (level of returns), subliniind astfel rolul esențial al alocării activelor în performanța investițională pe termen lung.

Gary Brinson și-a exprimat acordul general cu concluziile lui Ibbotson și Kaplan.
În ambele studii, afirmația că «alocarea activelor explică 93,6% din randamentul investiției» este eronată și poate crea o impresie greșită asupra impactului real al alocării activelor. Chiar și formularea „alocarea activelor explică 93,6% din varianța performanței trimestriale” este discutabilă, întrucât varianța comună poate fi influențată de factori structurali ai fondurilor de pensii, nu doar de eficiența alocării activelor. Hood contestă însă această interpretare, argumentând că planurile de pensii sunt entități juridice distincte, fără mecanisme de partajare a riscurilor, ceea ce face ca varianța comună să nu reflecte în mod real eficiența strategiilor investiționale. Statisticile sunt cel mai utile pentru a demonstra gradul de corelație dintre seria de randamente ale indicelui și seria de randamente efective.
Un studiu din 2000 realizat de Meir Statman a demonstrat că, aplicând aceiași parametri care au condus la rezultatul de 93,6% în analiza BHB, un consilier financiar ipotetic, capabil să anticipeze perfect alocarea tactică a activelor, ar fi obținut un randament anual superior cu 8,1%, iar alocarea strategică a activelor tot ar fi explicat 89,4% din varianță. Astfel, chiar dacă alocarea activelor explică o mare parte din varianța randamentelor, aceasta nu determină în mod direct nivelul absolut al performanței investiționale. Statman susține că alocarea strategică a activelor optimizează poziția portofoliului pe frontiera eficientă, în timp ce alocarea tactică poate modifica însăși forma frontierei eficiente. O interpretare mai clară a studiului Brinson, Hood și Beebower este că alocarea activelor explică peste 90% din volatilitatea randamentelor unui portofoliu, dar nu determină performanța finală a acestuia pe termen lung. Hood subliniază, în analiza sa asupra materialului realizată după 20 de ani, că explicarea performanței în timp este posibilă prin metoda BHB, dar nu a fost obiectivul principal al studiului inițial.
Bekkers, Doeswijk și Lam (2009) au analizat beneficiile diversificării unui portofoliu prin includerea a zece clase de active distincte, utilizând atât analiza media-varianță, cât și abordarea portofoliului de piață. Rezultatele sugerează că imobiliarele, mărfurile și obligațiunile cu randament ridicat oferă cele mai mari avantaje de diversificare în cadrul unui portofoliu tradițional alcătuit din acțiuni, obligațiuni și numerar, contribuind la optimizarea eficienței acestuia. Un studiu cu o acoperire atât de largă a claselor de active nu a fost realizat anterior, nici în contextul modelării așteptărilor pieței de capital și al analizei media-varianță, nici în evaluarea portofoliului global de piață.
Doeswijk, Lam și Swinkels (2014) susțin că portofoliul investitorului mediu oferă informații esențiale pentru alocarea strategică a activelor. Acest portofoliu reflectă valoarea relativă a tuturor activelor, conform evaluării colective a pieței, și poate fi considerat fie un reper (benchmark), fie o aproximare a portofoliului optim pentru investitorul mediu. Autorii determină capitalizarea de piață a acțiunilor, capitalului privat, sectorului imobiliar, obligațiunilor cu randament ridicat, datoriei suverane emergente, obligațiunilor neguvernamentale, obligațiunilor guvernamentale, obligațiunilor indexate la inflație, mărfurilor și fondurilor de hedging. Pentru acest set de active, estimează capitalizarea totală a pieței globale investibile în perioada 1990-2012. Pentru principalele clase de active – acțiuni, imobiliare, obligațiuni neguvernamentale și obligațiuni guvernamentale – extind perioada de analiză la 1959-2012 pentru a capta tendințele pe termen lung.
Doeswijk, Lam și Swinkels (2019) arată că portofoliul global de piață a generat un randament real compus de 4,45% pe an, cu o volatilitate anualizată de 11,2%, în perioada 1960-2017. În intervalul inflaționist 1960-1979, randamentul real compus al portofoliului global de piață a fost de 3,24% pe an, în timp ce în perioada dezinflationistă 1980-2017 acesta a crescut la 6,01% pe an. Randamentul mediu în timpul recesiunilor a fost de -1,96% pe an, comparativ cu 7,72% pe an în perioadele de expansiune economică. Prima de risc realizată de investitorul mediu în perioada 1960-2017 a fost de 3,39 puncte procentuale peste rata activelor fără risc, reprezentând recompensa pentru asumarea riscurilor investiționale.
Din punct de vedere istoric, încă din secolul al XX-lea, acțiunile americane au înregistrat randamente superioare celor din alte piețe, susținute de avantajul competitiv al economiei SUA, dimensiunea ridicată a PIB-ului și eficiența piețelor de capital.

### Indicatori de performanță
McGuigan a analizat fondurile care s-au clasat în primul cvartil de performanță în perioada 1983-1993. În a doua perioadă de analiză, 1993-2003, doar 28,57% dintre aceste fonduri au rămas în primul cvartil, 33,33% au trecut în al doilea cvartil, iar restul au fost redistribuite în al treilea sau al patrulea cvartil.
De fapt, costurile reduse s-au dovedit un indicator mai fiabil al randamentelor viitoare decât istoricul performanței. Bogle⁠(d) a observat că, în analiza randamentelor pe cinci ani ale fondurilor large-cap blend, fondurile din cvartilul cu cele mai mici comisioane au generat cele mai bune randamente ajustate la risc, în timp ce cele cu cele mai mari comisioane au avut cele mai slabe performanțe.

## Compromisul dintre randament și risc
În strategia de alocare a activelor, decizia privind proporția dintre acțiuni și obligațiuni într-un portofoliu este esențială. Investiția în acțiuni fără a lua în considerare posibilitatea unui bear market (piață descendentă) poate conduce ulterior la vânzări impulsive. Toleranța reală la risc devine evidentă abia atunci când un investitor trece printr-un bear market (piață descendentă) cu capital propriu investit. Găsirea unui echilibru optim între randament și risc este fundamentală pentru succesul investițional.
| Randamentul cumulat ajustat pentru inflație în bear market-ul din 2000-2002 | Randamentul cumulat ajustat pentru inflație în bear market-ul din 2000-2002 |
| --------------------------------------------------------------------------- | --------------------------------------------------------------------------- |
| 80% acțiuni / 20% obligațiuni                                               | − 34,35%                                                                    |
| 70% acțiuni / 30% obligațiuni                                               | − 25,81%                                                                    |
| 60% acțiuni / 40% obligațiuni                                               | − 19,99%                                                                    |
| 50% acțiuni / 50% obligațiuni                                               | − 13,87%                                                                    |
| 40% acțiuni / 60% obligațiuni                                               | − 7,46%                                                                     |
| 30% acțiuni / 70% obligațiuni                                               | − 0,74%                                                                     |
| 20% acțiuni / 80% obligațiuni                                               | + 6,29%                                                                     |

| Randamentul cumulat proiectat pe 10 ani ajustat pentru inflație (ipoteze: randament anual al acțiunilor de 8%, randament anual al obligațiunilor de 4,5%, inflație anuală de 3%) | Randamentul cumulat proiectat pe 10 ani ajustat pentru inflație (ipoteze: randament anual al acțiunilor de 8%, randament anual al obligațiunilor de 4,5%, inflație anuală de 3%) |
| --- | --- |
| 80% acțiuni / 20% obligațiuni | 52% |
| 70% acțiuni / 30% obligațiuni | 47% |
| 60% acțiuni / 40% obligațiuni | 42% |
| 50% acțiuni / 50% obligațiuni | 38% |
| 40% acțiuni / 60% obligațiuni | 33% |
| 30% acțiuni / 70% obligațiuni | 29% |
| 20% acțiuni / 80% obligațiuni | 24% |

Aceste tabele subliniază impactul decisiv al alocării activelor atât asupra gestionării riscului, cât și asupra optimizării randamentelor pe termen lung. Structura portofoliului determină atât randamentele viitoare, cât și nivelul de risc asumat, influențând capacitatea investitorului de a gestiona perioadele de scădere ale pieței și de a valorifica creșterile pe termen lung.

## Probleme legate de alocarea activelor
Există mai multe motive pentru care alocarea activelor poate să nu funcționeze conform așteptărilor:
- Comportamentul investitorilor este influențat de factori emoționali și cognitivi. Biasurile precum aversiunea la pierdere, efectul de recență și supraîncrederea pot afecta deciziile, ceea ce face dificilă respectarea strategiei inițiale de alocare a activelor.
- Percepția riscului se schimbă în funcție de evoluția pieței. După o perioadă cu randamente ridicate, investitorii tind să își crească expunerea la risc, iar după o perioadă cu pierderi, devin mai conservatori. Aceste ajustări reactive pot submina eficiența alocării inițiale.
- Toleranța la risc nu este fixă și este dificil de evaluat în prealabil. Factori precum volatilitatea pieței, schimbările în situația financiară personală și emoțiile pot influența disponibilitatea investitorilor de a-și asuma riscuri.
- Selectarea instrumentelor financiare nu garantează un profil de risc identic cu cel al clasei de active. Chiar și în cadrul aceleiași clase, activele pot avea caracteristici diferite, ceea ce poate duce la un nivel de risc diferit față de cel anticipat.
- Corelațiile dintre clasele de active nu sunt constante. Relațiile dintre active pot varia în timp, mai ales în perioade de stres pe piață, ceea ce poate diminua eficiența diversificării.
- Performanța pe termen lung a claselor de active nu garantează un comportament similar pe termen scurt. Abaterile de la tendințele istorice pot afecta rezultatele, iar volatilitatea pe termen scurt poate influența percepțiile investitorilor asupra strategiei de alocare.
- Factori fiscali și cerințe de reglementare pot complica alocarea activelor. Tratamentul fiscal și obligațiile de conformitate diferă în funcție de jurisdicție și tipul activului, influențând randamentele ajustate la risc.
- Costurile de tranzacționare și comisioanele pot eroda performanța portofoliului. Reechilibrarea frecventă și menținerea diversificării generează costuri operaționale, care pot reduce randamentul net.
- Momentul investiției este dificil de anticipat. Sincronizarea perfectă a deciziilor de cumpărare și vânzare este improbabilă, iar o sincronizare greșită poate afecta semnificativ randamentele.
- Unele clase de active prezintă constrângeri de lichiditate. Activele mai puțin lichide pot fi dificil de tranzacționat rapid la prețuri favorabile, ceea ce limitează flexibilitatea alocării portofoliului.